# Villoria (Salamanca)
Villoria ist eine spanische Gemeinde in der Provinz Salamanca in der Autonomen Gemeinschaft Kastilien und León. Sie liegt etwa 26 km östlich der Provinzhauptstadt Salamanca.

## Ortsname
Der Name Villoria stammt vermutlich vom lateinischen Villa Aurea, Stadt des Goldes (kastilisch: Villa de oro). Nach einer anderen Deutung könnte es von einem Personennamen, Oria, herstammen. Villoria wurde gelegentlich auch Villoria la mayor (Groß Villoria) genannt.

## Geschichte
Bis zum Jahr 712 waren Salamanca und Umgebung zuerst unter römischer, dann westgotischer Herrschaft. Nach der Eroberung Spaniens durch die Mauren gehörte das Land zum Emirat von Córdoba, 1085 wurde es von Alfons VI. von León im Rahmen der Reconquista zurückerobert. Die Gründung der Gemeinde Villoria Anfang des 12. Jahrhunderts n. Chr. fand im Rahmen der Wiederbesiedlung des Landes durch die Könige von León statt. Ihre Bedeutung spiegelte sich in der Namenserweiterung „Villoria la Mayor“ wider, die sie zusammen mit der Nachbargemeinde Villoruela erhielt. 1833 wurde Villoria während einer Gebietsreform in die Provinz Salamanca eingegliedert und dadurch Teil der Region León.

## Sehenswürdigkeiten
- Die Kirche San Pedro mit ihrer romanischen Apsis, erbaut im 13.–14. Jahrhundert n. Chr., wurde 1993 im Register Bien de Interés Cultural (vom historischen Erbe Spaniens geschütztes Kulturgut) aufgenommen.
- Als ehemals antike römische Kleinstadt gehört die Gemeinde Villoria zum Bereich der Zona arqueológica de La Vega und wurde 1992 im Register Bien de Interés Cultural aufgenommen.